# Burrillia pustulata
Burrillia pustulata är en svampart som beskrevs av Setch. 1891. Burrillia pustulata ingår i släktet Burrillia och familjen Doassansiaceae.   Inga underarter finns listade i Catalogue of Life.